# Raffaele Fiore
Ne doit pas être confondu avec Roberto Fiore.
Pour les articles homonymes, voir Fiore.
Raffaele Fiore, né à Bari (Pouilles) le 7 mai 1954 et mort le 28 juillet 2025, est un ex-brigadiste italien.

## Biographie
Important représentant de l'organisation des Brigades rouges pendant les années de plomb, participant directement à certains des crimes les plus graves commis en Italie, Raffaele Fiore, en plus d’être militaire et dirigeant de la cellule de Turin, était présent à Rome le 16 mars 1978, attaquant et enlevant Aldo Moro et tuant son escorte. Il fait partie des quatre membres des Brigades rouges qui ont tiré sur les agents et c'est lui, avec Mario Moretti, qui extrait Aldo Moro de la voiture et le transfère dans la Fiat 132 bleue pour l'enlever.